# Segui me
Segui me è il primo album del rapper italiano Rancore, pubblicato nel 2006 dalla ALTOent.

## Descrizione
Il disco è stato realizzato quando Rancore aveva solo sedici anni, avvalendosi della produzione di DJ Tetris. Come featuring troviamo Jesto e Yojimbo, rapper legati al roster della ALTOent (fondata da Hyst), le Lirike Taglienti, collettivo all'epoca composto da Capo ed Andy, amici di infanzia di Rancore, e Jaffa Phonix, rapper straniero.

## Tracce
1. Intro – 2:06
2. Segui me – 4:20
3. Rancore – 3:17
4. Solo questo (feat. Jesto) – 3:08
5. Giovani artisti – 3:45
6. Dai! (feat. Yojimbo) – 3:21
7. Skit (Beatbox Crisa) – 1:21
8. Tufello – 4:18
9. Da Roma a Faisal (feat. Jaffa Phonix) – 3:07
10. Dal mio sguardo – 3:57
11. Tutti dentro (feat. Lirike Taglienti) – 3:51
12. Sono cazzi (feat. Yojimbo) – 3:13
13. Outro – 1:09